# D.M. Marshman, Jr.
Donald McGill Marshman, Jr., känd som D.M. Marshman, född 21 december 1922 i Cleveland, Ohio, död 17 september 2015 i Darien, Connecticut, var en amerikansk manusförfattare. Marshman var bland annat medförfattare till Sunset Boulevard. Utöver sitt manusförfattande var han även redaktör för Time och Life som är två stora tidningar i USA. Marshman tog examen från Yale 1945.

## Priser
Tillsammans med Charles Brackett och Billy Wilder nominerades Marshman till tre priser för Sunset Boulevard:
Vinster
- Oscar, 1951, för bästa originalmanus
- Writers Guild of America, 1951, för bästa Written American Drama

Nomineringar
- Golden Globes, 1951, för bästa manus